# レッコ (レッコ県)
レッコ（イタリア語: Lecco ( 音声ファイル)）は、コモ湖の岸辺に, イタリア共和国ロンバルディア州にある都市であり、その周辺地域を含む人口約47,400人の基礎自治体（コムーネ）。レッコ県の県都である。
コモ湖の南東端に位置する。

## 地理

### 位置・広がり
レッコ県の中部に位置するコムーネである。レッコの街は、コモから東北東へ25km、ベルガモから北西へ28km、州都ミラノから北北東へ47kmの距離にある。
「人」の字形のコモ湖の南東端に位置する。コモ湖（ラーリオ湖）南側の三角形の地域、トリアンゴロ・ラリアーノ（Triangolo Lariano）の頂点の一つである（ほかの2つはコモ、ベッラージョ）。

#### 隣接コムーネ
隣接するコムーネは以下の通り。括弧内のBGはベルガモ県所属を示す。
- アッバディーア・ラリアーナ
- バッラービオ
- ブルマーノ (BG)
- エルヴェ
- ガルビアーテ
- ガルラーテ
- マルグラーテ
- マンデッロ・デル・ラーリオ
- モルテローネ
- ペスカーテ
- ヴァルマドレーラ
- ヴェルクラーゴ

### 地勢・地形
- 湖沼：コモ湖、ガルラーテ湖 (it:Lago di Garlate)
- 河川：アッダ川

コモ湖の南東側の分枝は、とくに「レッコ湖」 (it:Lago di Lecco) とも呼ばれる。コモからはアッダ川が流出する。

### 気候分類・地震分類

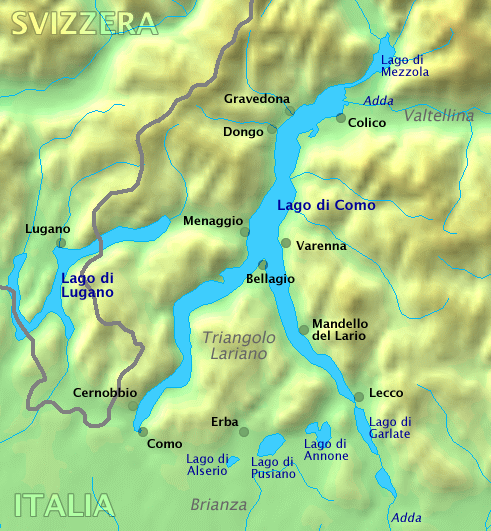
コモ湖周辺の地図

気候分類では、zona E, 2383 GGに分類される。
また、イタリアの地震リスク階級 (it) では、zona 3 (sismicità bassa) に分類される。

## 行政

### 行政区画
レッコには以下の（リオーネ）がある。
- Centro, Castello, Pescarenico, San Giovanni alla Castagna, Rancio, Laorca, Caleotto, Acquate, Olate, Bonacina, Germanedo, Belledo, Maggianico, Chiuso, Colle Santo Stefano

## 姉妹都市
- マコン、フランス : 1973
- en:Overijse、ベルギー : 1981
- イグアラダ、スペイン : 1990
- ソンバトヘイ、ハンガリー : 1995
- ムィティシ、ロシア : 2005

## ギャラリー
- 市中心部
- 港